# Steven Imbiri
Steven Anderson Imbiri (sinh 30 tháng 4 năm 1987) là một cầu thủ bóng đá người Indonesia hiện tại thi đấu cho Bali United